# 여귀산봉수
여귀산봉수는 전라남도 진도군 임회면 죽림리, 여귀산에 있는 봉수이다. 2012년 2월 29일 진도군의 향토문화유산(유형유산) 제16호로 지정되었다.

## 개요
여귀산은 진도군 임회면 죽림리에 위치하며, 진도남단에서 제일 높은 산으로 여러 개의 봉우리로 연결된 암산이다. 특히 봉수가 있는 여귀산 정상은 자연암벽으로 이루어져 있다. 
봉수는 약 450㎝ 높이의 잘라진 틈에만 특별히 보완 석축하고 석벽의 가장자리에 몇 단의 석축을 원형으로 쌓았다. 50×30㎝정도의 막돌을 이용하여 ‘막돌허튼쌓기’에 의해 구축한 연대의 직경은 대략 6m 정도이다. 현재는 완전 도괴되어 주위에는 석재편들이 흩어져 있다. 
이 봉수에서는 진도남단의 거의 전 지역이 조망되어 남편의 상당곶연대와 남동편의 백동리 연대산연대가 한눈에 들어온다. 또한 동편으로는 금갑진성과 금갑리 연대가, 동남편에는 남도석성이 위치하고 있다.